# L'imbarazzo
L'imbarazzo è il quinto album del cantautore pop italiano Tricarico, pubblicato il 16 febbraio 2011 dall'etichetta discografica Sony.

## Il disco
Contiene undici tracce, di cui nove scritte dall'artista (a volte in collaborazione con Ferdinando Arnò e nel caso di Interludio anche con Peppe Vessicchio), una cover de L'italiano di Toto Cutugno e Tre colori, brano presentato al Festival di Sanremo 2011 e scritto da Fausto Mesolella.
Nella canzone Da soli io e te canta, senza essere accreditata, Clara Giglio, moglie di Tricarico.

## Tracce
1. Una selva oscura – 3:27 (testo: Francesco Tricarico – musica: Francesco Tricarico e Ferdinando Arnò; edizioni musicali Sugar)
2. È difficile – 4:08 (Francesco Tricarico; edizioni musicali Sugar)
3. Tre colori – 3:19 (Fausto Mesolella; edizioni musicali Sugar)
4. Leggerezza – 3:04 (Francesco Tricarico; edizioni musicali Sugar)
5. Imbarazzo – 2:49 (testo: Francesco Tricarico – musica: Francesco Tricarico e Ferdinando Arnò; edizioni musicali Sugar)
6. Guarda che bel colore han le rose – 3:01 (Francesco Tricarico; edizioni musicali Sugar)
7. La mia sposa – 3:32 (Francesco Tricarico; edizioni musicali Sugar)
8. Da soli io e te – 4:23 (testo: Francesco Tricarico – musica: Francesco Tricarico e Ferdinando Arnò; edizioni musicali Sugar)
9. L'italiano – 3:21 (testo: Toto Cutugno e Cristiano Minellono – musica: Toto Cutugno; edizioni musicali Curci/Star)
10. Interludio – 1:03 (musica: Francesco Tricarico, Ferdinando Arnò e Peppe Vessicchio; edizioni musicali Sugar)
11. Ninna nanna oh – 2:57 (Francesco Tricarico; edizioni musicali Sugar)

Durata totale: 35:04

## Formazione
- Tricarico - voce
- Ferdinando Arnò - pianoforte
- Fausto Mesolella - mandolino, basso, pianoforte
- Giorgio Cocilovo - chitarra
- Danilo Minotti - chitarra
- Paolo Costa - basso
- Lele Melotti - batteria, percussioni
- Massimo Martellotta - basso, chitarra, pianoforte
- Luca Colombo - chitarra
- Riccardo Onori - chitarra
- Cosimo Ravenni - contrabbasso
- Skaila Kanga - arpa
- Marco Decimo - violoncello
- Dimitri Chichlov - violino
- Perry-Montague Mason - violino
- Gavin McNaughton - fagotto
- Emilio Soana - tromba
- Rudy Migliardi - trombone, tuba
- Luciano Macchia - tromba, flicorno
- Raffaele Kohler - tromba, flicorno
- Enrico Gabrielli - clarinetto basso
- Luana Heredia, Francesca Touré, Massimo Senzioni, Ranieri Di Biagio, Vittorio Arnò, Adele Arnò - cori

## Classifiche
| Paese  | Posizione raggiunta |
| ------ | ------------------- |
| Italia | 53                  |